# تئوبالد بم
تئوبالد بم  (انگلیسی: Theobald Boehm؛ ۹ آوریل ۱۷۹۴ – ۲۷ نوامبر ۱۸۸۱) یک مخترع، و آهنگساز اهل آلمان بود.